# Adam, Serial Lover
 (novembre 2020).
Pour plus de détails, voir Fiche technique et Distribution.
Adam, Serial Lover ou À propos d'Adam au Québec (About Adam) est un film britannico-américano-irlandais réalisé par Gerard Stembridge, sorti en 2000.

## Synopsis
Quand Lucy rencontre Adam, elle est prête à rentrer dans le rang et à se fiancer tout de suite. Mais tandis que Lucy s'affaire pour son mariage avec l'homme idéal, Adam, lui, est très occupé à séduire ses deux autres sœurs.

## Fiche technique
- Titre : Adam, Serial Lover
- Titre québécois : À propos d'Adam
- Titre original : About Adam
- Réalisation et scénario : Gerard Stembridge
- Production : Anna J. Devlin et Marina Hughes
- Musique : Adrian Johnston
- Photographie : Bruno de Keyzer
- Montage : Mary Finlay
- Décors : Fiona Daly
- Direction artistique : Susie Cullen
- Costumes : Eimer Ni Mhaoldomhnaigh
- Pays :  Irlande,  Royaume-Uni,  États-Unis
- Langue : anglais
- Format : 1,85:1 - 35 mm - Son Dolby Digital
- Sociétés de production : BBC, Bórd Scannán na hÉireann et Venus Productions
- Sociétés de distribution : New Films International, Miramax Films (États-Unis), TF1 Vidéo (France, DVD)
- Genre : Comédie romantique
- Durée : 98 minutes
- Dates de sortie en salles : 
  - États-Unis : 28 janvier 2000 (festival de Sundance), 11 mai 2001 (New York et Los Angeles), 18 mai 2001 (limité)
  - Irlande : 18 janvier 2001
  - Royaume-Uni : 30 mars 2001
  - France : 8 juillet 2004 (première DVD)

## Distribution
- Stuart Townsend (VF : Damien Boisseau, VQ : Martin Watier) : Adam
- Kate Hudson (VF : Marie-Eugénie Maréchal, VQ : Camille Cyr-Desmarais) : Lucy Owens
- Frances O'Connor (VF : Laurence Bréheret, VQ : Sophie Léger) : Laura Owens
- Tommy Tiernan (VQ : François Sasseville) : Simon
- Donal Beecher : Andy
- Rosaleen Linehan (VQ : Madeleine Arsenault) : Peggy Owens
- Charlotte Bradley (VQ : Rafaëlle Leiris) : Alice Owens Rooney
- Alan Maher (VQ : Patrice Dubois) : David Owens
- Brendan Dempsey (VQ : Carl Béchard) : Martin Rooney
- Cathleen Bradley (VQ : Isabelle Leyrolles) : Karen
- Kathy Downes : Dympna
- Mark Smith : Dracula
- Roger Gregg : Prof. Harry McCormick